# Wikariat apostolski Phnom Penh
Wikariat apostolski Phnom Penh (łac.: Apostolicus Vicariatus de Phnom-Penh) – katolicka jednostka podziału administracyjnego Kościoła katolickiego w Kambodży, obejmująca swoim zasięgiem południową część kraju, w tym prowincje: Kaoh Kong, Phnom Penh, Kep, Kandal, Takev, Kampot. Siedziba wikariusza apostolskiego znajduje się w Phnom Penh.

## Historia
Wikariat Apostolski Phnom Penh został założony 30 sierpnia 1850 r. przez papieża Piusa IX jako wikariat apostolski Kambodży. W 1924 r. został on przekształcony w wikariat apostolski Phnom Penh. W 1968 r. z jego terytorium zostały wydzielone dwie prefektury apostolskie.
W czasach rządów Czerwonych Khmerów zakazano sprawowania jakiegokolwiek kultu w kraju, w tym katolicyzmu. Oznaczało to likwidację struktur kościelnych i zejście ich do podziemia. Wielu katolików była z tego powodu prześladowana, a większość świątyń zniszczono. Liczba wiernych spadła z 30 do 10 tysięcy. Dopiero upadek rządów komunistycznych w 1990 r. i wprowadzenie nowej konstytucji umożliwiło ponowną swobodę kultu.

## Biskupi
- ordynariusz: bp Olivier Schmitthaeusler MEP